# قائمة أعضاء الأكاديمية الفرنسية
هذه قائمة بأسماء أعضاء الأكاديمية الفرنسية حسب رقم المقعد، مع ذكر الفترة التي شغل فيها العضو مقعده. كان العضو عادة ما يشغل مقعده في الأكاديمية مدى الحياة، مع استثناءات قليلة، من بينها ما حدث عامي 1803 و 1816.

## مقعد 1
1. بيير سيغييه (1635 ـ 1643): سياسي وقاضي.
2. كلود بازان دي بيزون (1643 ـ 1684): محامي.
3. نيكولا بوالو-ديبريو (1684 ـ 1711): شاعر.
4. جان ديستريه (1711 ـ 1718): رجل دين وسياسي.
5. مارك-رينيه دارغنسون (1718 ـ 1721): سياسي.
6. جان-جوزيف لانغيه دي جيرغي (1721 ـ 1753): رجل دين.
7. جورج دي بوفون (1753 ـ 1788): كاتب مقالات.
8. فيليكس-فيك دازير (1788 ـ 1794): طبيب.
9. فرانسوا-إربان دوميرغ (1803 ـ 1810): لغوي.
10. أنج-فرانسوا فارياو (1810): شاعر ومترجم.
11. فرانسوا-أوغيست بارسوفال-غرانميزون (1811 ـ 1834): شاعر.
12. نارسيس-أشيل دي سالفاندي (1835 ـ 1856): سياسي ومؤرخ.
13. إميل أوجييه (1857 ـ 1889): شاعر وكاتب مسرحي.
14. شارل دي فريسينيه (1890 ـ 1923): سياسي وفيزيائي.
15. شارل إميل بيكار (1924 ـ 1941): عالم رياضيات.
16. لويس دي بروي (1944 ـ 1987): فيزيائي ورياضياتي.
17. ميشال دوبريه (1988 ـ 1996): سياسي.
18. فرانسوا فيريه (1997): مؤرخ.
19. رينيه ريمون (1998 ـ 2007): مؤرخ.
20. كلود داجان (انتخب سنة 2008): رجل دين.

## مقعد 2
1. فالنتان كونرار (1634 ـ 1675): شاعر ولغوي.
2. توسان روز (1675 ـ 1701): خطيب.
3. لوي دو ساسي (1701 ـ 1727): محام.
4. شارل دي سيكوندا (البارون مونتسكيو) (1728 ـ 1755): قاضي وفيلسوف.
5. جان-باتيست فيفيان دو شاتوبرين (1755 ـ 1775): شاعر وكاتب مسرحي.
6. فرانسوا جان دي شاتليه (1775 ـ 1788): موسيقي.
7. إيمار-شارل-ماري دي نيكولاي (1788 ـ 1794): قاضي.
8. فرانسوا دي نيفشاتو (1803 ـ 1828): سياسي ولغوي.
9. بيير-أنطوان ليبرون (1828 ـ 1873): سياسي وشاعر.
10. ألكسندر دوما الابن (1874 ـ 1895): كاتب مسرحي وروائي.
11. أندريه تورييه (1896 ـ 1907): روائي وشاعر.
12. جان ريشبان (1908 ـ 1926): شاعر وروائي.
13. إميل مال (1927 ـ 1954): مؤرخ فني.
14. فرانسوا-ألبير بويسون (1955 ـ 1961): قاض وسياسي.
15. مارك بوغنر (1962 ـ 1970): رجل دين وعالم لاهوت.
16. رينيه دي لاكروا دي كاستري (1972 ـ 1986): مؤرخ.
17. أندريه فروسار (1987 ـ 1995): كاتب مقال وصحفي.
18. هيكتور بيانشوتي (1996 ـ 2012): روائي.
19. داني لافيريير (انتخب سنة 2012): كاتب.

## مقعد 3
1. جاك دي سيريسيه (1634 ـ 1653): شاعر .
2. بول-فيليب دي شومون (1654 ـ 1697): من رجال الكنيسة.
3. لوي كوزان (1697 ـ 1707): مؤرخ وصحفي.
4. جاك-لوي دي فالون (1707 ـ 1719): شاعر ومترجم.
5. نيكولا جيدوين (1719 ـ 1744): من رجال الكنيسة.
6. فرانسوا-جواكيم دي بيير دي بيرنيس (1744 ـ 1794): من رجال الكنيسة.
7. روش-أمبرواز كوكيرون سيكار (1803 ـ 1822): رجل دين ولغوي.
8. دوني-لوك فريسينوس (1822 ـ 1841): من رجال الكنيسة.
9. إتيان-دوني باسكييه (1842 ـ 1862): سياسي.
10. جول أرمان دوفور (1863 ـ 1881): سياسي ومحام.
11. فيكتور شيربيلييه (1881 ـ 1899): روائي وكاتب مسرحي.
12. إميل فاغيه (1900 ـ 1916): ناقد أدبي ومؤرخ.
13. جورج كليمانصو (1918 ـ 1929): سياسي وطبيب.
14. أندريه شومي (1930 ـ 1955): صحفي وناقد.
15. جيروم كاركوبينو (1955 ـ 1970): مؤرخ وعالم آثار.
16. روجيه كايوا (1971 ـ 1978): كاتب مقال وعالم اجتماع.
17. مارجريت يورسنار (1980 ـ 1987): روائية وكاتبة مقال.[1]
18. جان-دوني بريدان (انتخب سنة 1989): قانوني وكاتب مقال.

## مقعد 4
1. جان ديماريه (1634 ـ 1676): شاعر وروائي.
2. جان-جاك دي ميم (1676 ـ 1688): قاضٍ.
3. جان تيستي دي موروي (1688 ـ 1706): رجل دين .
4. كامي لو تييه دي لوفوا (1706 ـ 1718): رجل دين .
5. جان باتيست ماسيون (1718 ـ 1742): رجل دين .
6. لوي جول كانسيني مازاريني، دوق نيفرنيه (1742 ـ 1798): سياسي شاعر.
7. غابرييل-ماري ليغوفيه (1803 ـ 1812): شاعر.
8. ألكسندر-فنسان بينو دوفال (1812 ـ 1842): شاعر وكاتب مسرحي.
9. بيير-سيمون بالإنش (1842 ـ 1847): فيلسوف.
10. جان فاتو (1848): شاعر
11. ألكسي غينيار، كونت سان-بريست (1849 ـ 1851): سياسي ومؤرخ.
12. أنطوان بيير بيريير (1852 ـ 1868): محامٍ.
13. فرانسوا-جوزيف دي شامباني (1869 ـ 1882): مؤرخ.
14. شارل دي مازاد (1882 ـ 1893): شاعر وناقد.
15. جوزيه-ماريا دي هيريديا (1894 ـ 1905): شاعر .
16. موريس باريس (1906 ـ 1923): روائي وسياسي.
17. لويس برتران (1925 ـ 1941): روائي ومؤرخ.
18. جان تارو (1946 ـ 1952): روائي.
19. ألفونس جوين (1952 ـ 1967): عسكري.
20. بيير إيمانويل (1968 ـ 1984): شاعر .
21. جان هامبورغر (1985 ـ 1992) طبيب وكاتب مقال.
22. ألبير ديكورتراي (1993 ـ 1994): رجل دين .
23. جان-ماري لوستيغيه (1995 ـ 2007): رجل دين .
24. جان-لوك ماريون (انتخب سنة 2008): فيلسوف وأكاديمي.

## مقعد 5
1. جان أوجييه دي غومبو (1634 ـ 1666): شاعر وكاتب مسرحي.
2. بول تالمو الأصغر (1666 ـ 1712): رجل دين .
3. أنطوان دانشيه (1712 ـ 1748): كاتب مسرحي وشاعر .
4. جان-باتيست-لوي غريسيه (1748 ـ 1777): كاتب مسرحي.
5. كلود-فرانسوا-كزافييه مييو (1777 ـ 1785): رجل دين.
6. أندريه مورييه (1785 ـ 1819): رجل دين.
7. بيير-إدوار ليمونتي (1819 ـ 1826): سياسي ورجل قانون.
8. جوزيف فورييه (1826 ـ 1830): عالم رياضيات وفيزياء.
9. فكتور كوزان (1830 ـ 1867): سياسي وفيلسوف.
10. جول فافر (1867 ـ 1880): سياسي محامي.
11. إدمون روس (1880 ـ 1906): محامي .
12. بيير دي سيغور (1907 ـ 1916): مؤرخ.
13. روبير دي فلير (1920 ـ 1927): كاتب مسرحي وصحفي.
14. لوي مادلان (1927 ـ 1956): مؤرخ.
15. روبير كيمب (1956 ـ 1959): ناقد أدبي ودرامي.
16. رينيه أويغ (1960 ـ 1997): مؤرخ فني وكاتب مقال.
17. جورج فيدل (1998 ـ 2002): قاضي .
18. آسيا جبار (2005 ـ 2015): كاتبة.
19. أندري ماكين (2016 ـ الآن): كاتب.

## مقعد 15
1. غيوم بوتري (1634 ـ 1665): سياسي.
2. جاك تيستي دو بلفال (1665 ـ 1706): رجل دين وشاعر .
3. فرانسوا-جوزيف دو بوبوال دو سانت-أولير (1706 ـ 1742): عسكري وشاعر .
4. جان-جان دورتو دو ميران (1743 ـ 1771): فيزيائي ورياضياتي.
5. فرانسوا أرنو (1771 ـ 1784): رجل دين.
6. غي-جان-باتيست تارجيه (1785 ـ 1806): رجل قانون.
7. جان-سيفرن موري (1806 ـ استُبعد بقرار رسمي 1816): رجل دين وسياسي
8. فرانسوا-كزافييه-مارك-أنطوان دو مونيسكيو-فريزينساك (1816 ـ 1832): رجل دين وسياسي.
9. أنطوان جاي (1832 ـ 1854): سياسي.
10. أوستازاد سيلفستر دو ساسي (1854 ـ 1879): ناقد أدبي.
11. أوجين ماران لابيش (1880 - 1888): كاتب مسرحي وروائي.
12. هنري ميلهاك (1888 ـ 1897): كاتب مسرحي.
13. هنري لافيدان (1898 ـ 1940): كاتب مسرحي وروائي.
14. إرنست سيير (1946 ـ 1955): مؤرخ أدبي وفلسفي وكاتب مقال.
15. أندريه شامسون (1956 ـ 1983): روائي وكاتب مقال ومؤرخ.
16. فرنان بروديل (1984 ـ 1985): مؤرخ حضارات.
17. جاك لوران (1986 ـ 2000): روائي وكاتب مقال وصحفي.
18. فريدريك فيتو (انتخب سنة 2001): كاتب وصحفي.

## مقعد 22
1. أنطوان جيرار دو سانت أرمان (1634 ـ 1661): شاعر.
2. جاك كاساني (1662 ـ 1679): رجل دين وشاعر .
3. لوي دي فيرجيس (1679 ـ 1709): سياسي.
4. جان-أنطوان دو ميم (1710 ـ 1723): قانوني.
5. بيير-جوزيف ألاري (1723 ـ 1770): رجل دين
6. غابرييل-هنري غيار (1771 ـ 1806): رجل دين ومؤرخ ونحوي وصحفي.
7. لوي فيليب، كونت سيغور (1806 ـ 1830): دبلوماسي ومؤرخ وشاعر وكاتب مسرحي.
8. جان-بون-غيوم فيينيه (1830 ـ 1868): سياسي وشاعر وكاتب مسرحي.
9. جوزيف دوسونفيل (1869 ـ 1884): سياسي ودبلوماسي.
10. لودوفيك هاليفي (1884 ـ 1908): كاتب مسرحي وكاتب ليبريتو وروائي.
11. أوجين بريو (1909 ـ 1932): كاتب مسرحي .
12. فرانسوا مورياك (1933 ـ 1970): كاتب مقالات وناقد أدبي.
13. جوليان غرين (1971 ـ 1998): روائي وكاتب مسرحي.
14. رينيه دي أوبالديا (انتُخب سنة 1999): كاتب مسرحي شاعر.